# Knud Steffen Nielsen
Knud Steffen Nielsen (født 22. september 1947 i Hundested) er en dansk digter og billedkunstner.
Han debuterede i 1980 med digtsamlingen "Indsskrift" på forlaget Edition After Hand. Har udstillet billeder i det meste af Danmark, men også i bl.a. Tyskland, Polen og Italien. 
Modtager af Statens Kunstfonds Arbejdslegat, i både 2005 og 2007. Modtog i 2002 Litteraturrådets arbejdslegat for digtsamlingen "En kinamands chancer".
Knud Steffen Nielsen har opnået stor anerkendelse blandt anmeldere og forfattere, og sidder blandt andet i bestyrelsen for Forlaget Arena. Han har redigeret antologien "Encyklopoesien", der udkom i 2010. Hans seneste digtsamling er "Min Tidebog" (Herman & Frudit, 2023).
Knud Steffen Nielsen er desuden fløjtenist og oplæser i gruppen Ak, Du Lyver Albertine, der derudover består af digterne Ejler Nyhavn og Ole Bundgaard. 
Stiftede i 2010 Albertine-prisen. Prisen gik i 2010 til Frank Kjørup for hans digtsamling "INDEFRARØD" (After Hand, 2009)

## Udgivelser
- Indsskrift, Edition After Hand, 1980 (digte)
- Og lyset knytter sig om lidt, Gyldendal, 1984 (digte)
- Lakune, Borgen, 1988 (digte)
- Farven Godot, After Hand, 1993 (digte)
- Ser Sit Snit, After Hand, 1997 (digte)
- Som hypokonder har jeg slet ikke toppet, After Hand, 2000 (digte)
- En kinamands chancer, After Hand, 2002 (digte)
- Toppilot, After Hand, 2004 (digte)
- Intarsia. Et forhalingspapir., After Hand, 2006 (digte)
- Det gør ikke rigtigt ondt på fisk, Arena, 2008 (digte)
- Antologi, Encyklopoesien, Arena, 2010 (som redaktør, bidrager også selv med digt)
- Min kontrabog, 2020, Silkefyret (digte)
- Min tidebog, 2023, Det aarhusianske forlag Herman & Frudit (digte)